# 上井兼政
上井 兼政（うわい かねまさ）は、安土桃山時代の武将。島津氏の家臣。

## 生涯
元亀2年（1571年）、上井秀秋の次男として生まれた。大剛の者で、島津義弘の家臣として日向国小林地頭となり、朝鮮出兵にも義弘の供をして小林衆20名を伴い渡海した。
慶長4年（1599年）に伊集院忠真が庄内の乱を起こすと、兼政もその鎮圧のために出陣、小松ヶ尾での戦いの際に平田増宗が野々美谷方面へ退く中、主従6人と取って帰して敵を防いだ。兼政は傷を負いながら奮戦し、忠真の家臣・松永五左衛門が兼政の姿に臆して鉄砲を持ったまま行き過ぎる程であった。しかし、志和池郷小谷頭（都城市志和池）にて三俣院梶山の武士・谷口伊予に鉄砲にて討ち取られた。
兼政は幼少時、飯野（宮崎県えびの市）の長善寺で教育を受けており、死後は小林郷内で長善寺の鐘の音が聞こえる場所へ葬ってほしいと遺言していたため、飯野との境の地（現・小林市南西方平木場）へ葬られた。その墓は仲五塚として現存する。なお、兼政の子孫は、嫡子・兼安の代から先祖の姓である「諏訪」を称した。

## 奇異
『庄内軍記』、『庄内陣記』によると、谷口伊予は兼政の首級を取ったが、北郷勢に横合いから攻められたために街道へと捨てた。だが、見慣れぬ童子がその首級を持って野々美谷城傍の諏訪神社の神前へと現れる。社人の二了（二立とも）の妻はそれを見付け、「神は穢れ戒めたまえば、構えて社殿に近付かざれ」（『庄内軍記』の記述。『庄内陣記』では「神前に左様なるもの持参申しまじき」）」と述べると、童子は何も言わずただ笑い返した。不思議に感じた妻からその話を聞いた二了が社殿に向かうと童子の姿は既になく、社壇の床下に兼政の首級があったといわれる。